# أوت لوك على الويب
أوت لوك على الويب (بالإنجليزية: Outlook on the web)‏ (المعروف سابقًا باسم Exchange Web Connect (EWC) ، Outlook Web Access (OWA) ، لاحقًا Outlook Web App، في منتجات Office 365 و Exchange Server 2010/2013) هو تطبيق ويب لإدارة المعلومات الشخصية من مايكروسوفت. تم تضمينه في مايكروسوفت 365 وأوفيس 365 و Exchange Server 2016/2019 و Exchange Online. وهو يتضمن عميل بريد إلكتروني يستند إلى الويب، وأداة تقويم، ومدير اتصال، ومدير مهام. ويتضمن أيضًا تكامل الوظائف الإضافية، و Skype على الويب، والتنبيهات بالإضافة إلى السمات الموحدة التي تمتد عبر جميع تطبيقات الويب. يتم التنقل في Outlook على الويب باستخدام رمز مشغل التطبيقات الذي يعرض قائمة بتطبيقات الويب التي يمكن للمستخدم الاختيار منها. في عام 2015، بدأت مايكروسوفت في ترقية Outlook.com و Outlook على الويب لاستخدام بنية أوفيس 365 الأساسية، التي اكتملت تقريبًا في يناير 2017 بعد إصدار الإصدار التالي من Outlook.com.

## وصلات خارجية
- الموقع الرسمي